# Yankalilla
Yankalilla è una città dell'Australia Meridionale (Australia); essa si trova 70 chilometri a sud-ovest di Adelaide ed è la sede della Municipalità di Yankalilla. Al censimento del 2006 contava 319 abitanti, delle quali oltre il 90% sono di origine aborigena.